# خورخه رودریگس
خورخه رودریگس (اسپانیایی: Jorge Rodríguez‎) (۱۸ آوریل ۱۹۶۸ – ۸ اوت ۲۰۲۴) بازیکن فوتبال اهل مکزیک بود.
از باشگاه‌هایی که در آن بازی کرده‌است می‌توان به باشگاه فوتبال پاچوکا اشاره کرد.
وی همچنین در تیم ملی فوتبال مکزیک بازی کرده‌ بود .